# Jasper Morrison
Jasper Morrison (Londres, 1959) é um designer inglês. Estudou no Royal College of Art em Londres, dando sequencia aos estudos na Hochschule der Künste em Berlim. Em 1986, fundou seu próprio estúdio em Londres. Tornou-se uma figura da "Nova simplicidade", um movimento que preconiza uma modesta e também mais grave abordagem para a concepção. Além de mobiliários, também criou lâmpadas, acessórios domésticos, têxteis, um sistema elétrico para a cidade de Hanover, na Alemanha. Em 2006, juntamente com o designer japonês Naoto Fukasawa, apresentou teses provocatórias em uma exposição chamada "Super Normal" que mais uma vez estimulou grande discussão. 
Juntamente com Ronan e Erwan Bouroullec e Hella Jongerius, Jasper Morrison fez contribuições essenciais para o crescimento contínuo da Vitra Home Collection. Caracteriza-se por simplificar e reduzir, dando preferência a materiais ecológicos e economicamente viáveis, conseguindo imprimir seu traço criativo até nos produtos mais minimalistas.